# Баранников, Анатолий Витальевич
Анатолий Витальевич Баранников (род. 1 июня 1951 года) — советский и российский учёный-педагог, член-корреспондент РАО (2004).

## Биография
Родился 1 июня 1951 года.
В 1966 году — окончил ПТУ и работал на заводе имени Лихачева.
В 1978 году — окончил Московский государственный педагогический институт имени В. И. Ленина, специальность — учитель русского языка и литературы.
В 1984 году — защитил кандидатскую, в 2002 году — защитил докторскую диссертацию, тема: «Теория и практика самообразования учащихся».
С 1983 по 1987 годы — работал заместителем декана, и. о. декана филфака МГПИ имени Ленина.
С 1987 по 1993 годы — начальник Главного управления общего образования, с 1993 по 1996 годы — заместитель директора института общего образования при Министерстве просвещения Российской Федерации.
С 1996 по 1999 годы — заместитель начальника Управления информационных технологий, а с 1999 по 2004 годы — руководитель Департамента общего образования Министерства образования Российской федерации.
С 2004 года и по настоящее время — работает в Московской области: занимал должности проректора и ректора Педагогической академии последипломного образования, исполнял обязанности ректора Московского государственного областного университета, работал проректором Академии социального управления.
В 2004 году — избран членом-корреспондентом Российской академии образования, состоит в Отделении общего среднего образования.
Действительный государственный советник Российской Федерации 2 класса (2000).

### Критика
По данным вольного сетевого сообщества «Диссернет», являлся научным руководителем/консультантом/оппонентом при защите диссертаций, которые содержат масштабные заимствования, не оформленные как цитаты.